# Fersit
Fersit (Schots-Gaelisch: Fearsaid Mhòr) is een dorp in de buurt van Tulloch in de Schotse lieutenancy Inverness in het raadsgebied Highland.